# Kochanów (Lipsko)
Pour les articles homonymes, voir Kochanów.
Kochanów (prononciation : [kɔˈxanuf]) est un village polonais de la gmina de Ciepielów dans le powiat de Lipsko de la voïvodie de Mazovie dans le centre-est de la Pologne.
Il se situe à environ 9 kilomètres à l'ouest de Ciepielów (siège de la gmina), 16 kilomètres au nord-ouest de Lipsko (siège du powiat) et à 114 kilomètres au sud de Varsovie (capitale de la Pologne).

## Histoire
De 1975 à 1998, le village appartenait administrativement à la voïvodie de Radom.